# ASCI Q
ASCI Q — суперкомпьютер, установленный в Лос-Аламосской национальной лаборатории в 2002 году в рамках программы Accelerated Strategic Computing Initiative — программе Правительства США по развитию суперкомпьютерных технологий, призванных следить за состоянием ядерного арсенала США после объявления в октябре 1992 года моратория на проведение ядерных испытаний.

## История создания
Контракт на создание ASCI Q в июне 2000 года был передан компании Compaq Computers, которая в 1998 году поглотила компанию DEC и предложила суперкомпьютерное решение на основе DEC AlphaSever. ASCI Q должен был очередным этапом программы ASCI — достижение производительности уровня 20 Тфлопс к 2002 году (первоначально планировалось достигнуть уровня 30 Тфлопс). За время работы над проектом компания Compaq Computers была поглощена компанией Hewlett-Packard и контракт перешёл к ней.
ASCI Q поставлялся поэтапно секциями. Первые 128 узлов были доступны для работы уже в сентябре 2001 года. В начале 2002 года систему нарастили до 512 узлов. В ноябре 2002 года ASCI Q был полностью собран и сдан в эксплуатацию. В декабре 2002 года Лос-Аламосская лаборатория выполнила на ASCI Q этапные вычисления программы ASCI. В июне 2003 года занял второе место в списке TOP500 по производительности на тесте LINPACK с результатом 13,88 Тфлопс при теоретической мощности 20,48 Тфлопс.
Для огромного суперкомпьютера на территории Лаборатории был построен отдельный вычислительный центр «Nicholas C. Metropolis Center for Modeling and Simulation», где в настоящее время располагаются уже другие суперкомпьютеры Лаборатории. ASCI Q сменил предыдущий суперкомпьютер Лос-Аламосской лаборатории ASCI Blue Mountain, который был окончательно выключен 8 ноября 2004.

## Научные изыскания
На ASCI Q впервые в вычислительной биологии была создана движущаяся модель рибосомы. Для этого использовалось 768 процессоров ASCI Q и вычисления заняли 260 дней. На ASCI Q были также выполнены симуляции турбуленций по уравнениям Навье — Стокса, гравитационные симуляции образования галактик, проведены вычислительные эксперименты по молекулярной динамике, симуляции климатических изменений, произошедших 65 миллионов лет назад, симуляции фолдинга белка и проч.

## Характеристики
Суперкомпьютер представлял собой суперкомпьютерный кластер DEC AlphaServer SC45 из 2048 вычислительных узлов на базе 4-хпроцессорных SMP-серверов DEC AlphaServer ES45 с общим числом процессоров DEC Alpha — 8192. Суперкомпьютер состоял из двух секций (QA и QB) по 1024 узла каждый, которые могли работать как два отдельных суперкомпьютера, выдавая по 10 Тфлопс, либо как единое целое с суммарной производительностью 20 Тфлопс. В раздельном режиме секция QA использовалась для секретных вычислений, а секция QB — для общенаучных.
- Процессор: DEC Alpha 21264 EV-68, тактовая частота 1,25 ГГц, 64 KБ кэш первого уровня, 16 МБ кэш второго уровня, ОЗУ 4 ГБ на каждый процессор
- Объём оперативной памяти: 22 ТБ, по 16 ГБ на каждом сервере[7]
- Объём дисковых накопителей: 442 ТБ
- Сеть: Quadrics QsNet с топологией full fat-tree
- Операционная система: Tru64 UNIX или HP-UX
- Общая площадь: 1,266 м²
- Потребляемая мощность: 2,5 МВт
- Обслуживающий персонал: 50 чел.